# Муслієва Тамара Магомедівна
Тамара Магомедівна Муслієва (нар. 17 січня 1937, Шалі) — чеченська радянська буряківниця, ланкова радгоспу «Джалки» Шалінського району Чечено-Інгуської АРСР. Депутат Верховної Ради СРСР 7-го скликання (1966—1970); делегат XXIII з'їзду КПРС. Герой Соціалістичної Праці з 31 грудня 1965 року.

## Біографія
Народилася 17 січня 1937 року в селі Шалі (нині місто, адміністративний центр Шалінського району Чечні, Російська Федерація). Чеченка. Була старшою дочкою у багатодітній селянській сім'ї. В роки депортації разом із сім'єю жила в Алма-Атинській області Казахської РСР. З 1947 року, разом із навчанням у школі, працювала у колгоспі, вирощувала цукрові буряки. Зікінчила вісім класів середньої школи.
У 1961 році разом із сім'єю повернулася до Шалі, працювала у радгоспі «Джалці», стала ланковою, а згодом бригадиром бригади з вирощування буряків. Рятуючи свою ділянку від паводку, простудилася. Після довгого лікування працювала на птахофабриці радгоспу «Джалки». У подальшому перейшла на роботу до бригади із вирощування буряків, в якій попрацювала до 1999 року. Нині на пенсії, проживає у місті Шалі. 

## Нагороди
Указом Президії Верховної Ради СРСР від 31 грудня 1965 року, за успіхи, досягнуті у підвищенні врожайності, збільшенні виробництва і заготовок цукрового буряку, їй присвоєне звання Героя Соціалістичної Праці (орден Леніна № 344 001; медаль «Серп і Молот» № 10 057).
Нагороджена орденом Трудового Червоного Прапора (23 грудня 1976), медалями.